# Concert per a fagot (Weber)
El Concert per a fagot en fa major, op. 75, J 127, de Carl Maria von Weber, fou escrit el 1811 per a un músic de la cort de Múnic, Georg Friedrich Brandt, i posteriorment revisat el 1822. Principalment director d'òpera i compositor, Weber havia arribat solament uns mesos abans a Múnic, on fou molt ben rebut. El concert és una de les dues peces escrites per a fagot per Weber (l'altra és Andante et Rondo Ungarese, op.35, J.158). Té una duració d'uns 18-20 minuts aproximadament.

## Instrumentació
El concert està escrit per a fagot solista i una orquestra formada per dues flautes, dos oboès, dues trompes, dos fagots, dues trompetes, timbals i cordes.

## Significat
Aquest concert i el concert de Mozart per a fagot són les dues obres més interpretades en el repertori per a fagot. William Waterhouse afirma: “El concert per a fagot de Weber ocupa el segon lloc en importància després del de Mozart”. Els concerts de Mozart i Weber eren presents en el repertori de les “audicions exàmens” al conservatori de Paris, juntament amb obres més recents de compositors francesos.

## Història
Al febrer de 1811, Weber es va embarcar en una gira internacional de concerts que inclourien ciutats com Múnic, Praga, Dresde, Berlín, Copenhague i San Petersburg. Va ser el 14 de març quan va arribar a Múnic, la primera ciutat de la gira. Allí va compondre el Concertino op.26, J. 109 per a Heinrich Bärmann, un clarinetista virtuós molt respectat a l'orquestra de la cort de Múnic, que es convertiria en un amic per a tota la vida. El Concertino era molt popular, cosa que va fer que Maximilià I, el rei de Baviera, encarregués immediatament a la comissió de Weber dos concerts complets per a clarinet: Concert per a clarinet núm.1 en fa menor, op. 73, J. 114 i Concert per a clarinet núm. 2 en mi bemoll major, op. 74, J.118.
Molts músics de l'orquestra de la cort li van pregar a Weber que els escrivís concerts per a ells també, però l'únic que el va convèncer fou el fagotista Georg Friedrich Brandt, un estudiant del famós solista Georg Wenzel Ritter (fagotista preferit de Mozart). Brandt va convèncer el rei perquè li encarregués a Weber un concert per a fagot.
El concert fou escrit des del 14 fins al 27 de novembre de 1811. Brandt interpretà l'estrena al teatre Nacional de Múnic el 28 de desembre de 1811, però Weber ja havia anat a Suïssa, el pròxim destí en la seva gira de concerts. Brandt va tenir l'oportunitat de tocar el concert en tres ocasions més, a Viena (27 de desembre de 1812), Praga (19 febrer de 1813) i Ludwigslust (21 de març de 1817). Weber va poder assistir al concert de Praga i, abans d'enviar el concert a l'editorial Schlesinger (a Berlín) el 1822, va fer les revisions com a resultat d'aquesta escolta. Al voltant de 40 anys després de la publicació de 1823, Schlesinger en va publicar una edició molt revisada per a fagot i piano que enfosqueix la composició amb noves articulacions, notes alterades, afegint dinàmiques i errades. El fagotista i pedagog William Waterhouse escrigué un article acadèmic el 1986 comparant totes les edicions i detallant els canvis que va fer Weber en la seva revisió de 1822, i després Waterhouse va editar l'edició Urtext el 1990, la qual va treure de nou a la llum les idees originals de l'autor.
D'acord amb John Warrack, en el títol de la primera còpia impresa es llegeix “Primo Concerto”, però no hi ha un segon concert, si no és que es compta l'Andante et Rondo Ungarese, que fou escrit originalment per a viola.

## Moviments
El concert consta de tres moviments segons el patró estàndard de ràpidlentràpid.

### I. Allegro ma non troppo
En tonalitat de Fa major, aquest moviment té la forma de sonata clàssica (també coneguda com a primeraforma de moviment) i compàs de 4/4. Comença amb una introducció tutti orquestral, en la qual apareixen fragments del primer tema i la major part del segon tema. El llenguatge harmònic del compositor és senzill, basant-se en dominants i tòniques. Weber era principalment un compositor i director d'orquestra d'òpera,
per el que tenia gust pel teatral, la qual cosa va utilitzar per introduir l'orquestra com a solista. Al final de la introducció de l'orquestra hi ha cinc temps de cadència mentres que es crea un crescendo de piano a fortíssim, finalitzant en un acord de sèptima de dominant, llavors es retira, deixant al timbal solista tocant en tònica i pianíssim, creant així el que Waterhouse anomena “esperança teatral”. El fagot entra triomfalment amb una primera declaració militarista del primer tema del moviment. Aquesta sensació de drama és un tret de composició sovint associat amb Weber.
El talent de Weber per a la caracterització, s'adapta bé a una peca amb el fagot. Aquest instrument és capaç d'abastar una àmplia gamma de personatges i emocions, i en el seu concert, Weber, les capta totes. Mentre que el primer tema és arrogant i triomfal (ajudat pel ritme de punts), el segon tema és tranquil i reflexiu. El moviment és impregnat pels canvis d'humor. (Brillante, dolce con fuocco, dolce i brillante per al final dramàtic) Friedrich Wilhelm Jahns, qui cataloga totes les obres conegudes de Weber, estableix en el seu
catàleg que les qualitats evocades en aquest moviment són la serietat, dignitat i poder.
Weber utilitza qualsevol tècnica que pot augmentar el dramatisme i mostrar el virtuosisme del solista; alterna ràpidament entre les notes en registres molt baixos i molt alts, i justament abans dels arpegis, escales i trinats que condueixen a la cadència final, el fagot ascendeix dramàticament fins a un D5 (la nota més aguda que el fagot podia tocar)
Edward J. Dent en el seu article titulat “L'esperit romàntic en la música”, expressa l'opinió que, “Tots hem d'estar d'acord que Weber és el primer dels grans romàntics”. Independentment de si un està d'acord o no amb Dent, si Weber és un compositor romàntic, per què llavors utilitza formes clàssiques per als dos concerts per a clarinet i el concert per a fagot?
La desposta, segons John Warrack és que Weber va pensar que era millor evitar la innovació en aquestes comissions reals, pensant: “l'eficàcia dins de les formes és un passaport segur per a l'èxit”. A Weber en realitat no li agradava i va lluitar amb la forma Sonata, va trobar un límit en la seva creativitat en lloc d'un conducte a través del qual aquesta podia fluir. Els seus primers moviments tendeixen a no coincidir amb els altres dos.
A Weber li disgustaven els cicles de sonata estàndard, per això sovint ometia el primer moviment per complet. Warrack explica la forma aparentment imparell d'“Andante i Rondo Ungarese”: L'andante i Rondo són els “attaca” del segon i el tercer moviments d'un concert sense primer moviment. Una explicació més probable per a la seva forma de treballar és que Weber va seguir la forma “cabaletta” que era habitual
en les àries de l'època. Pot ser aquesta forma menys rígida lentràpid fou millor acceptada per l'esperit romàntic de Weber.

### II. Adagio
Lirisme operístic satura aquest moviment, que es troba a la subdominant, si bemoll major, i en 3/8. Compost primer, el moviment lent recorda fortament a l'òpera italiana. Sobre l'Adagio, Waterhouse diu: "L'ambient teatral és mantingut per una cantilena gairebé operística, que s'ha de comparar amb certes àries de soprano lenta de les seves òperes."
La melodia fàcilment podria ser cantada i és sens dubte una de les més belles melodies escrites per a fagot solista. Característic de l'estil compositiu de Weber, en general, és l'ús freqüent de l'appoggiatura. D'acord amb Dent, aquesta és un dels "dos gestos favorits," de Weber, l'altre és el ritme de punts que apareix fortament en el primer moviment. L'appoggiatura començar com un matís per expressar gran emoció en cantar.
Weber també era expert en l'experimentació amb el timbre i el color en la seva orquestració. En una secció central d'aquest moviment, el fagot solista juga amb una textura a tres parts amb dues trompes, sent el so inusual, però cridaner. El moviment acaba amb la cadència de l'obra, que és decididament operística i que Weber va escriure.

### III. Rondo: Allegro
El moviment final torna a fa major i és un rondó alegre en compàs de 2/4. El tema principal és entremaliat i enganxós, cosa que fa que sigui fàcil d'identificar quan apareix moltes vegades més endavant en el moviment.
Tornem als canvis d'humor mercurial del primer moviment, alternant seccions dolce i amb fuoco com abans, però amb les noves marques espressivo i Scherzando també. Potser el moment més interessant és la transició abans de la tercera aparició del tema d'obertura. D'aquest lloc, Waterhouse assenyala que "els dispositius tals com augment, la fragmentació, indecisió fan d'aquesta volta al tema principal potser, la
secció més enginyosa de tota l'obra. "
Al final de la peça després de la declaració final del tema, el fagotista s'involucra en una sèrie d'escales i arpegis, mostrant un dels finals més cridaners i més virtuosos del repertori per a fagot .